# Коламбія-Мару
Коламбія-Мару (Columbia Maru) — транспортне судно, яке під час Другої світової війни взяло участь в операціях японських збройних сил на Філіппінах, в Індонезії, Бірмі та на Соломонових островах.

## Передвоєнна служба
Коламбія-Мару спорудили в 1927 році на корабельні компанії Mitsubishi Zosen Kaisha для компанії Mitsubishi Shoji Kaisha. Остання використовувала це вантажне судно для доставлення до Японії деревини із Північної Америки.
2 липня 1941-го судно реквізували для потреб Імперської армії Японії.

## Вторгнення на Філіппіни
18 грудня 1941-го Коламбія-Мару та ще 27 транспортів вийшли із військово-морської бази Мако (Пескадорські острови у південній частині Тайванської протоки). Це транспортне угруповання становило другий ешелон сил вторгнення на Лусон (всього у трьох ешелонах прямувало 76 суден). 22 грудня японські сили досягли Філіппін та почали висадку в затоці Лінгайєн.

## Десант на Яву
21 січня 1942-го Коламбія-Мару та ще 18 інших транспортів вийшли з порту Муцуре (острів Хонсю), маючи на борту 2-гу піхотну дивізію. 26 січня вони пройшли через Мако, а в лютому опинилися в бухті Камрань на узбережжі В'єтнаму, де збирались сили вторгнення на захід острова Ява.
18 лютого 1942-го Коламбія-Мару вийшла з Камрані у складі транспортного угруповання, що складалося з 56 суден. Висадку планувалось здійснити одразу в кількох місцях, при цьому Коламбія-Мару та ще 14 транспортів мали за місце призначення Мерак. 1 березня судна прибули сюди та почали вивантаження десанту.
9 березня Коламбія-Мару перейшло до затоки Бантам-Бей (так само на узбережжі західної Яви), а 1 березня вийшло звідси та за три доби прибуло до Сінгапуру.

## Атака біля Малаї
18 листопада 1942-го біля західного узбережжя півострова Малакка за сто сімдесят кілометрів на північний захід від Пенангу Коламбія-Мару було атаковане британським підводним човном Trusty, який випустив три торпеди та досяг одного влучання. Судно почало приймати воду та було посаджене капітаном на мілину.
Надалі Коламбія-Мару поставили на плав та відремонтували, і в 1943-му воно виконало рейси до Рангуну (Бірма), Гонконгу, Мако, Сасебо, Моджі (острів Кюсю), Такао (Гаосюн).

## Рейс до Рабаулу
25 листопада 1943-го Коламбія-Мару вийшло з Палау (важливий транспортний хаб японців у західній частині Каролінських островів) та у складі конвою SO-505 попрямувало до Рабаулу (головна японська база в архіпелазі Бісмарка, з якої провадились операції на Соломонових островах та сході Нової Гвінеї). На борту Коламбія-Мару мало 5800 тонн пального та продовольства, а також моторні човни. Вже під час переходу судно прийняло 180 людей, врятованих з «Юрі-Мару».
Під вечір 30 листопада підводний човен Gato випустив по конвою чотири торпеди та, судячи з почутих вибухів, досяг двох влучань у Коламбія-Мару. Судно покинули екіпаж і пасажири (загинула лише одна особа з екіпажу). Коламбія-Мару затонуло в районі дещо більш ніж за чотири з половиною сотні кілометрів на північ від островів Адміралтейства (та за майже дев'ятсот кілометрів від мети походу — Рабаула).